# NGC 7695
NGC 7695 é uma galáxia lenticular (S0) localizada na direcção da constelação de Pisces. Possui uma declinação de -02° 43' 11" e uma ascensão recta de 23 horas, 33 minutos e 14,9 segundos.
A galáxia NGC 7695 foi descoberta em 18 de Novembro de 1864 por Albert Marth.